# Opharus albipunctatus
Opharus albipunctatus är en fjärilsart som beskrevs av Druce 1884. Opharus albipunctatus ingår i släktet Opharus och familjen björnspinnare. Inga underarter finns listade i Catalogue of Life.